# Orgazmo
Orgazmo és una comèdia americana de Trey Parker, coescrita i dirigida per Trey Parker (un dels creadors de la sèrie animada South Park), dirigida l'any 1997. Ha estat doblada al català.

## Argument
Un mormó en gira de evangelització a Califòrnia, expert en arts marcials, és contractat pel rodatge d'un film pornogràfic per encarnar-hi el Capità Orgazmo, un superheroi que lluita contra el crim. Per ajudar-la, disposa de dues bases: Choda Boy, el seu adjunt, i el orgazmo-raig, una arma que provoca orgasmes fulgurants en els que toca.

## Repartiment
- Trey Parker: Joe Young / Capità Orgazmo
- Dian Bachar: Ben Chapleski / Choda Boy
- Robyn Lynne Raab: Lisa
- Michael Dean Jacobs: Maxxx Orbison
- Matt Stone: Dave
- Masao Maki: G-Fresh
- Ron Jeremy: Clark
- Andrew Kemler: Rodgers
- John Marlo: Sancho
- Lloyd Kaufman: El metge (al final)
- Chasey Lain: Candi
- Juli Ashton: Saffi
- Shayla LaVeaux: Actriu porno grega
- Jill Kelly: Infermera
- Max Hardcore: Presentador de la cerimònia de premis
- Christi Lake
- Jeanna Fina
- Davia Ardell
- Jacklyn Lick
- Melissa Hill
- Serenity
- Melissa Monet
- Barocca: Barocca, la bomba brasilera

## Al voltant de la pel·lícula
El film ha estat classificat NC-17 als Estats Units, limitant el seu èxit en la seva estrena.
- Crítica
  - "El creador de la sèrie de dibuixos animats South Park s'estrena amb un film delirant, porc"[3]
  - "És com un còmic insolent fet per a públic fàcil de satisfer"[4]